# Edna Purviance
Edna Purviance (Paradise Valley, Nevada, 21 d'octubre de 1895 - Hollywood, Califòrnia, 11 gener de 1958) va ser una estrella del cinema mut que va actuar com a protagonista en moltes de les pel·lícules de Charlie Chaplin. En aquestes pel·lícules era la noia fràgil, que es perdia en els seus somnis com l'única manera d'evadir-se d'un entorn hostil, i companya ideal del rodamon de Charlot.

## Primers anys

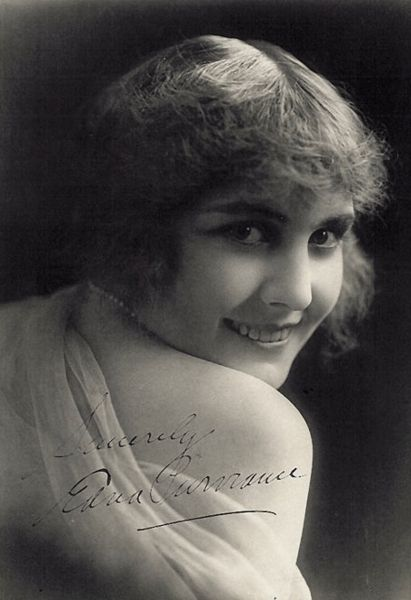
Retrat de l'actriu amb la seva signatura

Olga Edna Purviance, nascuda a Paradise Valley (Nevada), era la filla menor de Louis i Madison Gates Purviance. Quan tenia tres anys la seva família es va traslladar a Lovelock (Nevada), on van regentar un hotel. Els seus pares es van divorciar el 1902, i la seva mare es va tornar a casar amb Robert Nurnberge, el qual va desvetllar en Edna Purviance l'afició pel piano, instrument que tocaria molt bé. El 1913 va deixar Lovelock per anar a estudiar a la facultat d'economia de San Francisco. També va participar en algunes funcions de teatre amateur.

## Carrera com a actriu
El 1915, Purviance treballava com a secretària a San Francisco quan va conèixer Charles Chaplin, que en aquell moment preparava la seva segona pel·lícula, A Night Out, per als Essanay Studios. Chaplin cercava una actriu que pogués interpretar el paper principal en aquella pel·lícula quan un dels seus associats va fixar-se en ella a la terrassa d'un cafè i li va dir que seria ideal per al paper. Chaplin va concertar una entrevista i, tot i el posat massa seriós d'ella per a papers de comèdia, la va contractar. L'actor no va pensar si serviria per a fer comèdies però, ella el va convèncer del seu sentit de l'humor en una festa la nit anterior al rodatge de la primera pel·lícula en la qual se simulava que l'actor l'havia hipnotitzat. Purviance va passar a formar part del grup d'actors en nòmina de la productora de Chaplin juntament amb Ben Turpin, Leo White, Bud Jamison, o Fred Goodwins.
Chaplin i Purviance van mantenir entre 1915 i 1917 una relació que va acabar quan Chaplin va enamorar-se de Mildred Harris, que aleshores tenia setze anys. Aquella relació va transpirar en el resultat de les seves pel·lícules en aquell temps i Chaplin la va mantenir en la companyia com a actriu principal fins a l'any 1923. Quan Chaplin va deixar l'Essanay, per signar amb la Mutual i posteriorment amb la First National, Purviance, com la majoria del seu grup d'actors, va seguir Chaplin. Del 1915 al 1923, va aparèixer en trenta-quatre de les seves produccions, incloent-hi una de les més recordades,The Kid (1921) en què interpretava una mare desesperada que abandona el seu nadó, que serà criat per un rodamon. El tipus de personatge que hi va interpretar era similar al de Mildred Davis en les pel·lícules de Harold Lloyd: eren les persones «normals» que contrastaven amb les excentricitats dels dos actors protagonistes però amb els que mantenien una relació romàntica.
La darrera pel·lícula amb Chaplin, A Woman of Paris (1923), va ser la primera en què va tenir el rol principal. Chaplin va produir i dirigir el film per mirar de rellançar la carrera de l'actriu. La crítica va ser uniformement positiva i descrivia la pel·lícula com «una obra mestra de la simplicitat i de la naturalitat» va ser el primer fracàs comercial de Chaplin. Posteriorment, Chaplin va encarregar a Josef von Sternberg el rodatge d'una nova pel·lícula, A Woman of the Sea (1926) en la qual Edna seria de nou la protagonista. La pel·lícula no es va arribar a estrenar mai, Chaplin considerà que el director no havia reflectit el que ell esperava de la història i, anys després, davant la pressió de l'agència de recaptació d'impostos, la productora en destruí les còpies per poder argumentar que aquesta havia estat una pèrdua total financerament parlant. S'ha apuntat que l'actriu, immersa en problemes d'alcoholisme, no va ser capaç de fer creïble el personatge que li hauria permès rellançar la seva carrera com a actriu dramàtica. Tot plegat va suposar gairebé el final de la seva carrera. Només va participar en la pel·lícula francesa Éducation de Prince (1927). Tot i això, Chaplin la va mantenir durant tota la seva vida en la seva nòmina d'actors. També va participar com a extra en les dues darreres pel·lícules de Chaplin Monsieur Verdoux i Limelight. Chaplin la va tenir sempre en compte en les seves pel·lícules fins a la seva mort el 1958.

## Vida privada

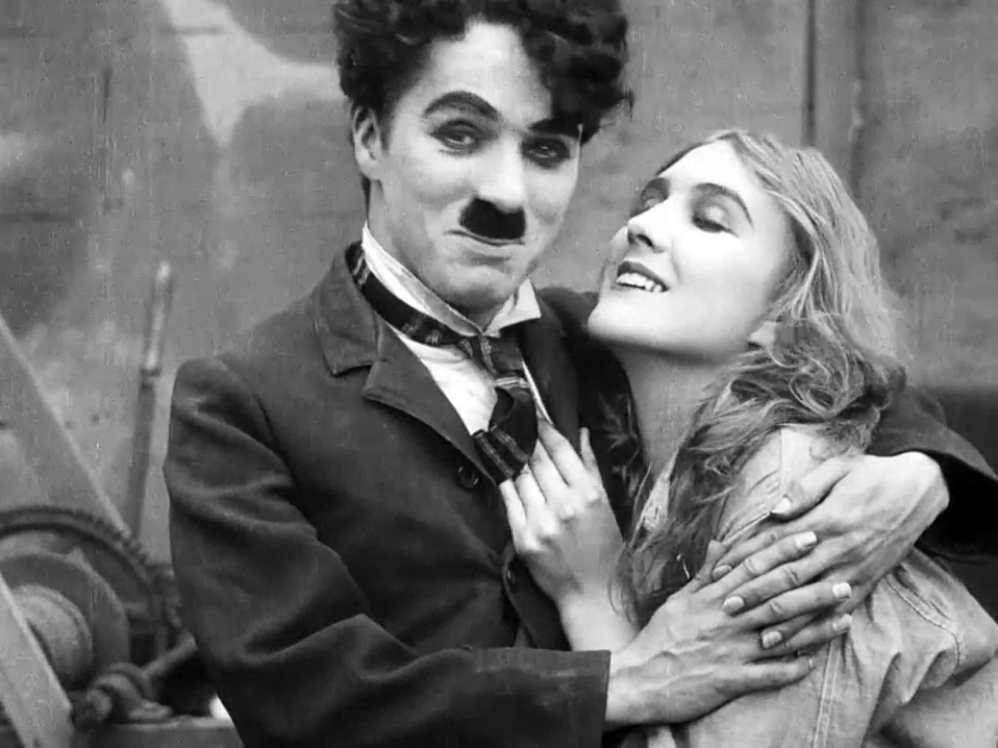
Edna Purviance i Charles Chaplin a l'escena final de Behind the Screen.

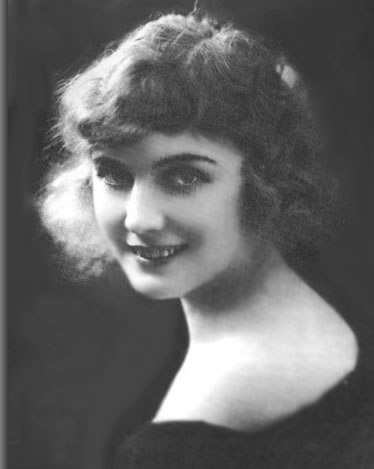
Retrat de l'actriu

No va ser una persona amb massa sort. Després d'haver-se acabat la seva relació amb Chaplin, l'1 de gener de 1924, celebrant el Cap d'Any en companyia del magnat del petroli i golfista amateur Courtland Dines, amb qui mantenia una relació, el xofer de Mabel Normand va disparar a Dines amb la pistola de l'actriu. Dines va ser ingressat en un hospital i les dues actrius van haver de declarar en una comissaria i després en un tribunal. Aquest incident va marcar el final de les carreres de les dues actrius. En el cas concret d'Edna Purviance, els fets van tenir lloc poc després d'estrenar-se la pel·lícula A Woman of Paris, en què per primer cop era la protagonista absoluta. Després de l'incident molts cinemes americans van boicotejar la pel·lícula.
L'any 1938 es va casar amb John «Jack» P. Squires, pilot de Pan Am, que va morir d'un atac de cor el 1945. Edna Purviance va morir el 1958 d'un càncer de coll.

## Filmografia
- A Night Out (1915)
- The Champion (1915)
- In the Park (1915)
- The Tramp (1915)
- By the Sea (1915)
- A Jitney Elopement (1915)
- Work (1915)
- A Woman (1915)
- The Bank (1915)
- Shanghaied (1915)
- A Night in the Show (1915)
- A Burlesque on Carmen (1915)
- The Floorwalker (1915)
- Police (1916)
- The Fireman (1916)
- The vagabond - (1916)
- The Count - (1916)
- The Pawnshop (1916)
- Behind the Screen (1916)
- The Rink (1916)
- Easy Street (1917)
- The Cure (1917)
- The Immigrant (1917)
- The Adventurer (1917)
- How to Make Movies (1918, mai estrenada)
- A Dog's Life (1918)
- Triple Trouble (1918)
- Shoulder Arms (1918)
- The Bond (1918)
- Sunnyside (1919)
- A Day's Pleasure (1919)
- The Idle Class (1919)
- The Kid (1921)
- Pay Day (1922)
- The Pilgrim (1923)
- A Woman of Paris (1923)
- A Woman of the Sea (1926, mai estrenada)
- Education de Prince (1927)
- Monsieur Verdoux (1947)
- Limelight (1952)